# Tom Zé
Tom Zé, pseudonimo di Antônio José Santana Martins (Irará, 11 ottobre 1936), è un cantante, compositore e polistrumentista brasiliano.

## Biografia
Tom Zé crebbe nella piccola città di Irará, Bahia. Da bambino fu influenzato da musicisti brasiliani quali Luiz Gonzaga e Jackson do Pandeiro. Zé cominciò ad interessarsi di musica ascoltando la radio, quindi si trasferì a Salvador per studiare alla Escola de Música da Universidade Federal da Bahia. Si trasferì poi a San Paolo e cominciò la sua carriera di musica popolare lì. Allievo di Ernst Widmer (discepolo a sua volta di Bartók e Stravinskij), Tom Zé fu meno avvezzo ai viaggi e più radicato alla realtà territoriale, con una discografia come poche altre accidentata. Gran parte dei primi lavori descrivono le sue ironiche impressioni sulle grandi aree metropolitane, venendo egli da una piccola città del nord-est del paese. Fu influente nel movimento tropicalista nel Brasile degli anni sessanta. Dopo il picco del periodo Tropicália, uscì dalla scena.
Nel 1988, quando il musicista e produttore statunitense David Byrne, in uno dei suoi viaggi in Brasile, scoprì l'album Estudando o Samba (Continental, 1976), decise di contattare Zé, che nel frattempo aveva lasciato le aspirazioni da musicista professionista e lavorava come benzinaio, per produrgli una serie di dischi non antologici che vedevano la partecipazione di molti musicisti newyorkesi.
Il quarto volume di Brazil Classics, Vol. 4: The Best of Tom Ze - Massive Hits, curato da David Byrne, apriva le porte della conoscenza sul coté forse più geniale, anche se indubbiamente meno sistematico, del Tropicalismo.
Nel 2022 è stato ammesso all'Academia Paulista de Letras, andando a sostituire Jo Soares.

## Discografia
Album
- 1968: Tom Zé (Grande Liquidação)
- 1970: Tom Zé
- 1972: Tom Zé (Se o Caso É Chorar)
- 1973: Todos os Olhos
- 1975: Estudando o Samba
- 1978: Correio da Estação do Brás
- 1984: Nave Maria
- 1992: Brazil Classics, Vol. 5: The Hips of Tradition
- 1997: Parabelo (con Miguel Wisnik)
- 1998: Com Defeito de Fabricação
- 1999: Postmodern Platos
- 1999: 20 Preferidas (Compilation)
- 2000: Série Dois Mementos (vols. 1, 2, and 15) (Compilation)
- 2000: Jogos de Armar
- 2002: Santagustin (with Gilberto Assis)
- 2003: Imprensa Cantada
- 2005: Estudando o Pagode - Na Opereta Segregamulher e Amor
- 2006: Danç-Êh-Sá
- 2008: Danç-Êh-Sá Ao Vivo (live)
- 2008: Estudando a Bossa - Nordeste Plaza
- 2009: O Pirulito Da Ciência – Tom Zé & Banda Ao Vivo
- 2010: Studies of Tom Zé: Explaining Things So I Can Confuse You
- 2012: Tropicalia Lixo Logico
- 2014: Vira Lata na Via Láctea
- 2016: Canções Eróticas de Ninar
- 2017: Sem Você Não A
- 2022: Língua Brasileira

Compilations:
- 1990: Brazil Classics, Vol. 4: The Best of Tom Zé - Massive Hits
- 1999: 20 Preferidas
- 2000: Série Dois Momentos (vols. 1, 2, and 15)
- 2010: Studies of Tom Zé: Explaining Things So I Can Confuse You (box-set of "Brazil Classics, Vol. 4", "Estudando o Pagode", "Estudando A Bossa Nordeste Plaza" and live performances)